# كونستانتين نيكا
كونستانتين نيكا (بالرومانية: Constantin Nica)‏ (18 مارس 1993 في رومانيا - ) هو لاعب كرة قدم روماني في مركز الظهير. شارك مع منتخب رومانيا تحت 19 سنة لكرة القدم ومنتخب رومانيا تحت 21 سنة لكرة القدم ومنتخب رومانيا لكرة القدم. أما مع النوادي، فقد لعب مع أتالانتا ودينامو بوخارست ونادي أفيلينو ونادي تشيزينا.

## وصلات خارجية
- كونستانتين نيكا على موقع الاتحاد الأوربي (الإنجليزية)
- كونستانتين نيكا على موقع قاعدة بيانات كرة القدم.إي يو (الإنجليزية)
- كونستانتين نيكا على موقع ناشيونال فوتبول تيمز (الإنجليزية)
- كونستانتين نيكا على موقع Soccerway.com (الإنجليزية)
- كونستانتين نيكا على موقع عالم كرة القدم.نت (الإنجليزية)
- كونستانتين نيكا على موقع AS.com (الإسبانية)